# Richard Jennings
 (janvier 2012).
Si vous disposez d'ouvrages ou d'articles de référence ou si vous connaissez des sites web de qualité traitant du thème abordé ici, merci de compléter l'article en donnant les références utiles à sa vérifiabilité et en les liant à la section « Notes et références ».
Richard Jennings ou Jenyns né vers 1618 et mort le 8 mai 1668, originaire de Sandridge dans le Hertfordshire, était un député anglais et le père de Sarah Churchill, confidente de la reine Anne de Grande-Bretagne.

## Biographie
Jennings succède à son père, John Jennings, à la tête de la famille en août 1642 et est élu député de la ville de St Albans. Il rejoint les "tête ronde" durant la Première Révolution anglaise et est arrêté et emprisonné par les Royalist. En tant que modéré, il est écarté de la chambre des communes par la purge de Pride en décembre 1648 mais est réélu en 1659 par le parlement de Richard Cromwell. Il joue un grand rôle au sein du Long Parlement reconstitué pendant quelques semaines en 1660, lorsque les membres écartés ont pu reprendre leurs sièges et est resté député à partir de la Restauration anglaise jusqu'à sa mort.
Richard épouse Frances Thornhurst, fille et héritière de Sir Gifford Thornhurst. Elle amène en guise de dot le manoir d'Agney, situé dans le Kent. Ses filles, Sarah et Frances ont été toutes les deux des personnages remarquables à la cour de Charles II. Frances, surnommée « La Belle Jennings », fut demoiselle d'honneur de la duchesse d'York en 1664 et devint par son second mariage comtesse de Tyrconnel. Sarah se maria à John Churchill, le futur duc de Marlborough en 1677.